# 丰塔纳罗萨
丰塔纳罗萨（義大利語：Fontanarosa），是意大利阿韦利诺省的一个市镇。总面积16.75平方公里，人口3337人，人口密度199.2人/平方公里（2009年）。ISTAT代码为064033。